# Deto armata
Deto armata là một loài chân đều trong họ Detonidae. Loài này được Budde-Lund miêu tả khoa học năm 1906.